# Trupanea helota
Trupanea helota är en tvåvingeart som beskrevs av Erich Martin Hering 1941. Trupanea helota ingår i släktet Trupanea och familjen borrflugor.
Artens utbredningsområde är Peru. Inga underarter finns listade i Catalogue of Life.